# 18430 Balzac
18430 Balzac (1994 AK16) là một tiểu hành tinh vành đai chính được phát hiện ngày 14 tháng 1 năm 1994 bởi F. Borngen ở Tautenburg.